# SI-DRIVE

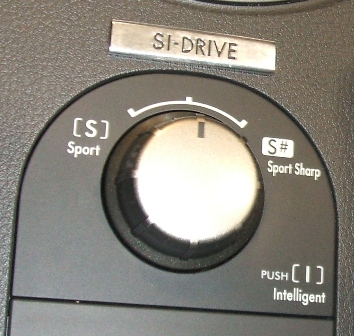
SI-DRIVE按鈕

SI-DRIVE之全名乃「Subaru Intelligent-DRIVE」，為日本富士重工業自2006年起開發之駕駛輔助系統，中國官方名稱翻譯成斯巴魯智能駕駛提升系統。

## 概要
2006年4月14日第106屆紐約國際車展中，富士重工業首度發表此一最新技術。在排檔桿附近有一顆旋鈕，分成「Intelligent」、「Sport」、「Sport Sharp」三種模式，駕駛人可針對不同的行車狀態旋轉此鈕，則此系統通過控制行車電腦、變速箱控制器（transmission control unit）及電子油門控制器，來調整電子節氣門及燃油供應。目前該系統已廣泛應用於該公司生產的速霸陸Legacy、速霸陸Forester、速霸陸Exiga等車種。

### 智慧模式（Intelligent）
選擇智慧模式（Intelligent）可使扭力在更低轉速時爆發，由於加速表現溫和，適合都會區行走時使用，油耗也能降低約10%。

### 運動模式（Sport）
在運動模式（Sport）下，對油門踏板的踩踏深度直接表現在加速上。雖然油耗上升約5%，但適合高速行駛時使用。

### 超級運動模式（Sport Sharp）
超級運動模式（Sport Sharp）可讓瞬間扭力爆發速度更快，適合行駛山路或瞬間超車使用，當然油耗也更可觀。

## 內部連結
- 富士重工業
- 速霸陸汽車

## 外部連結
- （日語）日本官方網站（页面存档备份，存于）
- 斯巴魯中國：斯巴魯智能駕駛提升系統